# Aden x Asme
Aden x Asme var en svensk rapduo bestående av barndomsvännerna Aden (född 17 augusti 1996) och Asmerom (född 27 oktober 1996). Duon är mest kända för deras hitlåtar "Granddaddy Purple", "Valentino" och "Vossi Bop Remix", där de gästade den brittiska rapparen Stormzy, samt deras kortfilmstrilogi 12 TILL 12.

## Historik
Aden och Asme är uppvuxna i förorten Hammarkullen i Göteborg. De hade inga planer på att bli artister förrän Aden började freestyla och skriva texter och Asme hängde därefter på Aden.
2017 debuterade duon med singeln Bonnie & Clyde. Den släpptes endast på YouTube.
Aden x Asmes debut-EP Vågor & fåglar släpptes den 11 maj 2018. EP:n innehöll fem spår och gästades av Denz på spår 4, "Teasar". 
Den 12 juni 2019 släpptes deras debutalbum 12 TILL 12, där bland annat Cherrie, Dani M, K27 och 24K gästade. Aden x Asme utsågs till "Årets Grupp" vid P3 Guld-galan 2020.
Den 29 september 2019 meddelade duon i en intervju att de skulle ta en paus från att göra musik tillsammans. Aden och Asme skulle istället satsa på sina solokarriärer och de skulle släppa var sin EP. Efter att Aden hade släppt EP:n Kreaktiv och Asme hade släppt BLodigt återförenades 2020 med låten Jag har en fråga, tillsammans med Einár och Dree Low. De gästade även Naods låt "Dripping 2" under deras utropade paus. Någon officiell singel blev det dock inte förrän augusti 2021, då de återvände med låten "Egen".
Den 15 oktober 2021 släpptes Aden x Asmes andra och sista studioalbum Sista 12. Efter släppet återgick duon tillbaka till att göra musik som soloartister.

## Diskografi i urval

### Studioalbum
- 2018 – Vågor & fåglar (EP), Independent
- 2019 – 12 TILL 12, Warner Music Sweden / BL[9]
- 2021 – SISTA 12, BL

## Utmärkelser
- 2020 - P3 Guld för årets grupp, för sin samlade produktion.[10]